# Las Vegas de Juárez
Las Vegas de Juárez är en ort i Mexiko.   Den ligger i kommunen Tres Valles och delstaten Veracruz, i den sydöstra delen av landet, 300 km öster om huvudstaden Mexico City. Las Vegas de Juárez ligger 26 meter över havet och antalet invånare är 403.
Terrängen runt Las Vegas de Juárez är platt. Runt Las Vegas de Juárez är det ganska tätbefolkat, med 160 invånare per kvadratkilometer. Närmaste större samhälle är Tuxtepec, 17,6 km söder om Las Vegas de Juárez. Trakten runt Las Vegas de Juárez består till största delen av jordbruksmark.